# جوزيه جي. إيفانز
جوزيه جي. إيفانز هو محامي وقاضي وسياسي أمريكي، ولد في 27 نوفمبر 1786 في مقاطعة مارلبورو في الولايات المتحدة، وتوفي في 6 مايو 1858 في واشنطن العاصمة في الولايات المتحدة. نشط حزبياً في الحزب الديمقراطي.

## مناصب
- انتخب عضو مجلس الشيوخ الأمريكي [الإنجليزية]‏ عن دائرة South Carolina Class 2 senate seat ‏ وقد انضم خلال فترته النيابية [الإنجليزية]‏ (4 مارس 1857 – 6 مايو 1858) للكتلة البرلمانية الحزب الديمقراطي.
- انتخب عضو مجلس الشيوخ الأمريكي [الإنجليزية]‏ عن دائرة South Carolina Class 2 senate seat ‏ وقد انضم خلال فترته النيابية [الإنجليزية]‏ (4 مارس 1855 – 4 مارس 1857) للكتلة البرلمانية الحزب الديمقراطي.
- انتخب عضو مجلس الشيوخ الأمريكي [الإنجليزية]‏ عن دائرة South Carolina Class 2 senate seat ‏ وقد انضم خلال فترته النيابية [الإنجليزية]‏ (4 مارس 1853 – 4 مارس 1855) للكتلة البرلمانية الحزب الديمقراطي.
- انتخب عضو مجلس الشيوخ الأمريكي [الإنجليزية]‏.